# Ferruccio Castiglioni
Ferruccio Castiglioni (Milano, 25 aprile 1921 – 12 settembre 1971) è stato uno scacchista italiano.

## Carriera scacchistica
Maestro FSI,  fu per quattro volte campione di Milano e, nel 1961, vinse con la squadra milanese il Campionato Italiano a squadre.

La sua migliore prestazione si ebbe nel 1950 al Torneo Magistrale di Venezia, dove ottenne il 2º posto, ex aequo con Paoli e Giustolisi, alle spalle del vincitore Nestler.
Fu anche Maestro del gioco per corrispondenza e nel 1954 vinse il 6º Campionato Italiano per corrispondenza.

Dal 1958 al 1970 fu Direttore Tecnico unico dell'ASIGC.

Dopo la sua morte prematura, l'ASIGC organizzò in suo onore un memorabile torneo internazionale, la "Targa Ferruccio Castiglioni", al quale parteciparono circa 750 giocatori di tutti i paesi.
Notevole anche la sua attività di problemista e solutore; in questa specialità fu campione italiano nel 1937-38.